# Dyscia lentiscaria
Dyscia lentiscaria là một loài bướm đêm trong họ Geometridae.